# 二島返還論
二島返還論（にとうへんかんろん）あるいは二島譲渡論（にとうじょうとろん）とは、日本とロシアの間の領土問題となっている北方領土問題について歯舞群島と色丹島の二島を日本に返還あるいは譲渡する案。日本の政治家やマスメディア、政治団体などは主に返還として北方領土問題に言及することが多いが、ロシアの政治家やマスメディアは首尾一貫して返還（ロシア語: реставрация）ではなく「譲渡」（ロシア語: передача）という立場を取っていることに留意されたい。戦後期のサンフランシスコ平和条約締結後の二島返還論（二島譲渡論）と鈴木宗男らの段階的返還論、ロシアの提示する二島「譲渡」論の3種類がある。

## 概要

### サンフランシスコ平和条約締結後の二島返還論（二島譲渡論）
日本は、1951年9月8日に署名したサンフランシスコ平和条約第二章第二条(c)において、千島列島におけるすべての権利、権原及び請求権を放棄した。ここでいう千島列島には、南千島である択捉島と国後島も含まれ、北海道の付属島である歯舞群島と色丹島は含まれないとするのが当時の日本政府の公式見解であった。当時の日本政府はこうした考えのもと、二島返還を条件にソ連と平和条約締結交渉を開始した。これに対し、ソ連側は二島「譲渡」として受け入れ、一時は平和条約締結がまとまりかけた。しかし、平和交渉の第一次ロンドン交渉の途中で日本側は突如それまでの主張を転換、択捉島と国後島は我が国固有の領土でありサンフランシスコ講和条約で放棄した千島列島には含まれないという根拠付けのもと、択捉島と国後島を要求し平和条約交渉は難航した。その後、日ソ双方は平和条約締結を諦め、それに代わる日ソ共同宣言を出し、領土問題を先送りにすることで国交を回復した。
1956年の日ソ共同宣言では、お互いが「譲渡」に合意していた色丹島、歯舞群島を平和条約締結後に日本に「譲渡」するとしている。この日ソ共同宣言に対するロシア政府の公式見解としては歯舞、色丹のみを日本に「譲渡」し、国後島、択捉島についてはロシア領土として返還も「譲渡」もしないことを意味する。日本政府の公式見解としては日ソ共同宣言に明記した色丹島や歯舞群島はもちろんだが、それに加え、日本固有の領土である択捉島と国後島も当然合わせて返還すべきだというものである。

### 段階的返還論（二島先行返還論）
北方領土問題が膠着化する中で二島先行返還論は政治家の鈴木宗男や外務省幹部の東郷和彦や佐藤優が知られており、森喜朗は現職首相として訪露した際、ロシア側へ提案したこともあるが、先方からは拒否された。鈴木宗男は、「二島先行返還論」はマスメディアによる造語であるとして、自らの立場を「段階的返還論」と呼んでいる。鈴木宗男の段階的返還論は、色丹島と歯舞群島の二島のみが日本領土であるとするロシア側の主張やかつての日本政府の主張とは異なり、四島とも日本固有の領土であるが、まずは二島を返してもらおうというものである。
しかしながら、ロシアのプーチン政権下における鈴木宗男、佐藤優らの主張は、「共同宣言に盛り込まれていない国後、択捉の返還については、ロシアに求めた段階で交渉は壊れてしまう。（返還は）ゼロで終わる」と述べ、２島返還のみをお願いし、２島返還後に領土交渉をしない方向へと意見が変節している。
日本政府は四島の日本への帰属が確認されれば返還の時期や態様は柔軟に対応するとする四島返還論を主張している。なお、国境地帯にあたる根室市では、旧島民も含め、二島先行返還論が強くなってきている。
二島返還あるいは二島譲渡が実行された場合、二島にあたる色丹島と歯舞群島の陸地の合計面積は北方四島全体の7%に過ぎないが、200海里排他的経済水域を含めると、最低でも北方領土全体が返還あるいは譲渡された場合の20%、最大で50%近くに上る（北方四島の中で海上ラインをどこに引くかによって水域は大きく変わる）。根室の住民が2島の返還を望む根拠はここにあり、漁民にとって返還の意義は陸地の7%に比するまでもなく大きい。
「二島先行返還論」は、過去に日本がアメリカとの交渉の過程で奄美群島（1953年）、小笠原諸島（1968年）、沖縄（1972年）と段階的に返還が実現したことをふまえつつ、それをロシアとの北方領土問題にも当てはめて二島の先行返還を経て段階的に四島返還を目的とすることを意味する。一方で四島一括返還論者は二島先行返還論が二島返還で終わる危うさがあると批判している。

### 日本側の二島返還論の分類

#### 二島先行返還論
色丹島と歯舞群島の二島を、先に返還して貰い、残り二島の返還交渉も継続して進め最終的に4島返還の達成を目標とするものである。鈴木宗男が当初提唱した案だが、2019年には、「最終的に四島全部を返還する事はもう無い、不可能である」と、鈴木本人は語っている。

#### 二島返還論
四島の全部の返還は、求めずに、歯舞と色丹のみ返還を要求する。二島返還後は、残りの二島の返還はロシア側に求めない（択捉島・国後島の放棄）。

#### 〇島返還+α論（二島の使用権のみ）
返還される二島（歯舞・色丹）は、ロシア主権（領土）のまま返還され、その後、ロシアに対し、領土交渉も出来ない。ロシア領土のままのため、歯舞と色丹の周りの領海はロシア管轄のままとなる。
主権無しのレンタル契約の場合、賃貸料で莫大な金額をロシア側に支払う可能性も有り、日本の経済的な負担がとても大きい。「＋α」部分は、歯舞と色丹の周りの海の漁業使用権となる。
ロシアの主張を、ほぼ日本が受け入れた状態となる。

### 2島返還の世論調査
産経・ＦＮＮ合同世論調査にて、2島返還についての調査を実施した所、「歯舞、色丹2島だけの返還で交渉終了」は10%程度にとどまり、「四島の返還を望む」が76%以上と、四島返還を望む世論が圧倒的に多いことが分かった。尚、「2島先行返還」は、交渉を継続し最終的に4島の返還を目指すため、「4島返還」に含まれる。

### ロシアの二島譲渡論
なおロシア側における二島「譲渡」論（二島返還論ではないことに注意）とは、主に歯舞・色丹の譲渡のみでこの問題を幕引きさせようとする案のことであり、現在のロシア政府の公式見解である。いずれにせよ、ソビエト時代を含め、ロシア側は首尾一貫して返還ではなく「譲渡」であるとする立場を崩していない。これは、ロシア側が、日ソ中立条約の破棄を条約違反ではなく「正当な解消」であるとする立場を貫いているためであり、そこには「北方領土の占領と編入は第二次世界大戦の成果として当然、認められるべきだ」とする含みがある。一見荒唐無稽とも取れるロシアの主張だが、ヤルタ会談における極東密約（ヤルタ協定）により、アメリカの大統領とイギリスの首相が日ソ中立条約の破棄および北方領土の領有に対して正当性を担保しているので、ソ連の対日参戦が不法な宣戦布告であると簡単には一蹴できない点に留意されたい。